# Szymon Szymankiewicz
Szymon Szymankiewicz (ur. 1985 w Łodzi) – polski grafik, plakacista, wykładowca akademicki. Specjalizuje się w projektowaniu plakatów o tematyce społeczno-politycznej, zaangażowanych w bieżące dyskusje światopoglądowe. Jego prace wyróżniają się minimalistyczną formą i silnym przekazem, często komentując problemy takie jak faszyzm, rasizm, nierówności społeczne czy przemoc władzy.

## Życiorys
Szymankiewicz ukończył studia na Uniwersytecie Artystycznym w Poznaniu (obecnie im. Magdaleny Abakanowicz), gdzie jest adiunktem w II Pracowni Plakatu, prowadzonej przez prof. Eugeniusza Skorwidera. W 2023 roku, w swojej alma mater obronił pracę doktorską.
W swojej twórczości posługuje się prostymi, sugestywnymi środkami wyrazu, a jego prace były wielokrotnie nagradzane w kraju i za granicą. Najważniejsze wyróżnienia to m.in. Złoty Medal na Biennale Plakatu Polskiego w Katowicach (2019) za plakat „Loading…”, I nagroda na Międzynarodowym Biennale Plakatu Społeczno-Politycznego w Oświęcimiu (2020) oraz główną nagrodę w kategorii Plakat - Środowisko na Intercontinental Biennial - Crossing Continents (2023).
Szymankiewicz brał udział w ponad 250 wystawach i przeglądach plakatu na całym świecie. Jego prace były prezentowane m.in. na Międzynarodowym Biennale Plakatu w Stanach Zjednoczonych (2023), Biennale Plakatu w Boliwii (2023) czy Międzynarodowym Triennale Plakatu w Toyamie, w Japonii (2024). Laureat licznych wyróżnień, m.in. Stypendium Ministra Kultury i Dziedzictwa Narodowego (2019) oraz Stypendium dla wybitnych młodych naukowców Ministra Nauki (2024).

## Wydawnictwa
- Zdzisław Schubert, Szymon Szymankiewicz. Plakaty, Wydawnictwo BoSz, Olszanica 2024, ISBN: 978-83-7576-758-2[11];
- Szymon Szymankiewicz, Nur für Polen, Wydawnictwo Posnania, Poznań 2023, ISBN: 978-83-7768-351-4[12].